# Province du Fujian (Taïwan)
Ne pas confondre avec la province du Fujian en république populaire de Chine
Pour les articles homonymes, voir Fujian (homonymie) et Province du Fujian.
La province du Fujian (chinois : 福建省 ; pinyin : Fújiàn shěng) ou province du Fukien est une province de la république de Chine (Taïwan). Depuis le 1er juillet 2018, elle ne présente plus aucune fonction administrative.

## Histoire
Dans la fin des années 1990, le découpage administratif du pays est remanié et voit le pouvoir administratif attribué aux provinces, subdivision de premier ordre, simplifié (en terme anglais : streamlined) : elles sont directement placées sous le contrôle du Yuan exécutif. La loi est ainsi promulguée le 28 octobre 1998, puis appliquée le 21 décembre,. Cette modification s'applique principalement à la province de Taïwan, étant donné que l'autonomie de la province du Fujian, seconde province du pays, a déjà été transférée au gouvernement central en 1956.
Les dernières responsabilités administratives de la province sont transférées à partir du 1er juillet 2018 et les budgets réduits à néant, d'après la résolution du Yuan exécutif du 28 juin 2018.

## Géographie
Elle rassemble les îles situées le long des côtes de la Chine continentale défendues et conservées par les nationalistes lors de la guerre civile chinoise, tandis que le reste de la province homonyme est tombé sous le contrôle de la république populaire de Chine.
Ces territoires forment deux comtés : le comté de Kinmen, formé des archipels de Kinmen et de Wuqiu, et le comté de Lienchang, constitué de l'archipel des îles Matsu.
L'ensemble de ces territoires représentent une superficie de 180,5 kilomètres carrés ; ils sont peuplés de 154 285 habitants (fin 2014), soit une densité de 855 habitants par kilomètre carré.
La capitale de la province est la ville de Jincheng (en).